# Rhinobatos lentiginosus
Rhinobatos lentiginosus és un peix de la família dels rinobàtids i de l'ordre dels rajiformes que es troba a les costes de l'Atlàntic occidental: des de Carolina del Nord (Estats Units) fins al nord del Golf de Mèxic i la Península de Yucatán (Mèxic).
Pot arribar als 75 cm de llargària total en el cas dels mascles i als 76 en el de les femelles.